# Sandalolitha robusta
Sandalolitha robusta är en korallart som först beskrevs av Quelch 1886.  Sandalolitha robusta ingår i släktet Sandalolitha och familjen Fungiidae. IUCN kategoriserar arten globalt som livskraftig. Inga underarter finns listade i Catalogue of Life.